# 독일 순양함 아드미랄 히퍼
아드미랄 히퍼(독일어: Admiral Hipper)는 제2차 세계 대전 때 독일 해군에서 사용된 아드미랄 히퍼급 중순양함이다. 프란츠 폰 히퍼를 기리기 위해 명명되었다.5번함까지 있는데(미건조 포함)1번함 아드미랄 히퍼, 블뤼허,프린츠 오이겐, 자이들리츠(항공모함),뤼초우(Lützow)가 있다

## 전력과 특징
독일 함부르크의 블롬 운트 포스(Blohm & Voss)사의 조선소에서 1935년 7월 6일에 기공을 했다. 1937년 2월 6일 진수를 했으며 1939년 4월 29일에 취역했다.
아드미랄 히퍼는 나치 독일의 노르웨이 침공에 참가했다. 1940년 4월 8일 트론 하임의 북서쪽에서 영국 해군 구축함 HMS 글로우웜(Glowworm)과 교전했다. HMS 글로우웜은 격침되었으나 아드미랄 히퍼에게 손상을 입혔다. 4월 9일, 아드미랄 히퍼는 트론하임항에 들어가 독일군을 상륙시켜 트론 하임을 점령했다.
수리 후, 6월에는 샤른호르스트, 그나이제나우와 함께 유노 작전에 참가했다. 10월에 기관 수리가 필요해져 킬항에 입항하게 되었다. 대서양 진출을 시도하였으나 기관 고장과 화재 때문에 단념되었다. 수리는 킬과 함부르크에서 행해졌으며 12월에야 겨우 활동이 가능해졌다.
1940년 11월 30일에 킬항에서 출격했다. 대서양에 진출한 아드미랄 히퍼는 12월 25일 수송 선단 WSSA를 공격했다. 선단은 중순양함 베릭(Berwick), 경순양함 등에 의해 호위 되고 있었으나, 그럼에도 불구하고 아드미랄 히퍼는 베릭과 교전을 벌여 수리에 6개월을 필요로 하는 타격을 입히면서 2척을 손상시켰다. 그러나 기관 문제와 연료 부족으로 인하여 귀환할 수밖에 없었다. 항구로 돌아가는 도중에 아드미랄 히퍼는 화물선 줌나(Jumna, 6,078톤)를 격침시켰으며, 12월 27일에 입항했다.
1941년 2월 12일, 시에라 레오네를 출발해 영국으로 가고 있던 SLS-64 선단을 아조레스 제도 동쪽에서 공격하여 19척중 7척을 격침시켰으며, 3월 28일 덴마크 해협을 경유해 킬항으로 돌아왔다.
1942년 3월에 노르웨이에서 이동해, 12월에 JW-51 B선단을 공격했고(무지개 작전), 같은 달 31일 전투에 의해서 손상되었다.
1945년 5월 3일, 킬의 도크내에서 공습에 의해 손상되어 격침되었다.

## 동형함
- 독일 순양함 프린츠 오이겐